# Imma itygramma
Imma itygramma är en fjärilsart som beskrevs av Edward Meyrick 1928. Imma itygramma ingår i släktet Imma och familjen Immidae. Inga underarter finns listade i Catalogue of Life.